# W・G・グレース
ウィリアム・ギルバート・グレース（英: William Gilbert "W. G." Grace、1848年7月18日 - 1915年10月23日）は、イングランドのブリストル郊外のダウンエンド出身の元クリケット選手。元イングランド代表。
19世紀のクリケット界を代表する名選手である。2013年にはクリケットのバイブルとして知られるウィズデン・クリケッターズ・アルマナックによって、150年間の歴代ワールドイレブンに選出された。